# Mellemkødsbrok
Mellemkødsbrok er en broktype, der involverer mellemkødet (bækkenbunden). Brokket kan indeholde væske, fedt, enhver del af tarmen, endetarm, eller blæren. Det er kendt at forekomme i mennesker, hunde og andre pattedyr, og optræder ofte som en pludselig hævelse til den ene side (undertiden begge sider) af anus.
En almindelig årsag til mellemkødsbrok skyldes kirurgi i mellemkødsområdet. Mellemkødsbrok kan også forårsages af overdreven belastning af at have afføring. Andre årsager omfatter prostata eller urinvejssygdomme, forstoppelse, analkirtelsygdomme (hos hunde), eller diarré. Amputation af levator ani-musklen eller sygdom i pudendusnerven kan også bidrage til en mellemkødsbrok.
 Der er for få eller ingen kildehenvisninger i denne artikel, hvilket er et problem. Du kan hjælpe ved at angive troværdige kilder til de påstande, som fremføres i artiklen.

- Delvist oversat fra: Perineal hernia